# Latiumite
La latiumite è un minerale.